# 释衍一
释衍一，又名释腾音，北传佛教禅师，师从禅宗泰斗禅道老和尚修行，后纳为法嗣。
依禅宗沩仰宗字谱词、德、宣、衍、道、大、兴之传承为沩仰宗十世”衍“字辈传承，法名北冥衍一。后依曹洞宗江西寿昌系法派之传承，为曹洞宗第四十九世“腾”字辈传承，法名梵天腾音。
曾著有《二十世纪禅学简史》、《中国沩仰宗通史》、《曹洞宗，默照禅》等书。

## 外部連結
- 沩仰宗十世传人衍一禅师 （页面存档备份，存于）